# Beaverdale-Lloydell
Beaverdale-Lloydell és una concentració de població designada pel cens dels Estats Units a l'estat de Pennsilvània. Segons el cens del 2000 tenia 1.230 habitants.

## Demografia
Segons el cens del 2000, Beaverdale-Lloydell tenia 1.230 habitants, 485 habitatges, i 337 famílies. La densitat de població era de 351,8 habitants per quilòmetre quadrat.
Dels 485 habitatges en un 32% hi vivien nens de menys de 18 anys, en un 53,4% hi vivien parelles casades, en un 11,1% dones solteres, i en un 30,5% no eren unitats familiars. En el 28,2% dels habitatges hi vivien persones soles el 17,1% de les quals corresponia a persones de 65 anys o més que vivien soles. El nombre mitjà de persones vivint en cada habitatge era de 2,53 i el nombre mitjà de persones que vivien en cada família era de 3,11.
Per edats la població es repartia de la següent manera: un 25,9% tenia menys de 18 anys, un 8% entre 18 i 24, un 27,1% entre 25 i 44, un 22,1% de 45 a 60 i un 16,9% 65 anys o més.
L'edat mediana era de 37 anys. Per cada 100 dones de 18 o més anys hi havia 85,2 homes.
La renda mediana per habitatge era de 25.375 $ i la renda mediana per família de 28.711 $. Els homes tenien una renda mediana de 24.917 $ mentre que les dones 21.750 $. La renda per capita de la població era de 13.447 $. Entorn del 13,6% de les famílies i el 17,5% de la població estaven per davall del llindar de pobresa.

## Poblacions més properes
El següent diagrama mostra les poblacions més properes.